# スジオオニオイガメ
スジオオニオイガメ（筋大匂亀、Staurotypus triporcatus）は、爬虫綱カメ目ドロガメ科オオニオイガメ属に分類されるカメ。オオニオイガメ属の模式種。別名ミツウネオオニオイガメ。

## 分布
模式標本の産地（模式産地）はベラクルス州（メキシコ）。グアテマラ北東部、ベリーズ、ホンジュラス北西部、メキシコ（オアハカ州東部、カンペチェ州、キンタナ・ロー州南部、タバスコ州、チアパス州北部、ベラクルス州南部、ユカタン州南部）

## 形態
最大甲長37.9cm。背甲はややドーム状に盛り上がり、上から見ると中央部よりやや後方で最も幅が広くなる細長い楕円型。椎甲板には第1椎甲板の前端から第5椎甲板後端、肋甲板には第1肋甲板の前端から第4肋甲板後端にかけてそれぞれ１つずつ計3つの筋状の盛り上がり（キール）がある。種小名キールは成長に伴い発達するが、老齢個体でも消失しない。キールは甲高を高くすることで、同所的に分布するワニに捕食されにくくするのに役立つと考えられている。背甲の色彩は褐色や灰褐色で、暗色の斑紋が入る個体もいる。腹甲の色彩は淡黄色や明灰色で、腹甲の甲板の継ぎ目（シーム）にやや暗色が入る個体もいるが斑紋はない。
頭部の色彩は灰褐色や緑褐色、暗褐色で、頭部全体に太く明瞭な網目模様が入る。四肢や尾の色彩は灰色や灰褐色だが、黒に近い灰色や黄色味を帯びた緑褐色になる個体もいる。
卵幼体の背甲は扁平だが、成長に伴い甲高が盛り上がる。

## 生態
低地にある底質が泥で、水草が繁茂する流れの緩やかな河川や湖、池沼、湿地等に生息する。水生傾向が強く、メスが産卵以外では陸にあがることはほとんどない。例外として水場が干上がった場合は陸伝いに水場を移動することもある。天敵としてはモレレットワニ等が挙げられる。
食性は動物食傾向の強い雑食で、魚類、カエルおよびその幼生、小型のカメ、昆虫類、甲殻類、貝類、動物の死骸、果実、種子等を食べる。
繁殖形態は卵生。水場から離れた地表に穴を掘り、卵を産む。飼育下では1回に1-16個の卵を1年に最大4回に分けて産んだ例がある。

## 人間との関係
生息地では食用とされることもある。
開発による生息地の破壊、水質汚染、食用やペット用の乱獲等により生息数は減少している。
ペットとして飼育されることがあり、日本にも輸入されている。以前は野生個体のみが稀に流通し、価格も高価だった。近年は欧米や日本国内での飼育下繁殖個体も流通するようになり、流通量が増えたため価格も低落した。大型種のため大型のケージが用意できない限り、一般家庭での飼育には向かない。協調性が悪い上に大型で顎の力が強いため、基本的に単独で飼育する。さらに水槽内の器具を噛み砕くことがあるため対策が必要で、また飼育者自身も噛まれない様に注意する。
ベアタンクやアクアリウム、またはアクアテラリウムで飼育される。